# Артёмов, Виталий Павлович
Виталий Павлович Артёмов (16 февраля 1979, Темиртау — 25 ноября 2016, Темиртау) — казахстанский футболист, игравший на позиции защитника, игрок сборной Казахстана. Чемпион Казахстана 2004 года.

## Биография

### Клубная карьера
Начал заниматься футболом в ДЮСШ города Темиртау, первый тренер — Сергей Поленов. Дебютировал на профессиональном уровне в составе местного «Булата» в 17-летнем возрасте в 1996 году в матче высшей лиги Казахстана. В начале 1999 года перешёл в столичный «ЦСКА-Кайрат».
Летом 1999 года подписал контракт с донецким «Шахтёром», в который его пригласил Анатолий Бышовец. В Федерации футбола Украины был заявлен как гражданин России. За главную команду «Шахтёра» так и не сыграл. Выступал в низших дивизионах чемпионата Украины за «Шахтёр-2» и «Шахтёр-3». В начале 2001 года впервые отдан в аренду — в клуб «Винница», в котором провёл календарный год. Весной 2002 года выступал на правах аренды за житомирское «Полесье», а осенью того же года — за российскую «СКА-Энергия» из Хабаровска.
22 июля 2003 года сыграл дебютный матч в высшей лиге Украины в составе кировоградской «Звезды» против «Днепра». Всего в составе «Звезды» провёл 4 матча — три в чемпионате страны и один в Кубке Украины, в котором был удалён с поля.
В 2004 году вернулся в Казахстан и по приглашению бывшего тренера сборной Казахстана Леонида Пахомова подписал контракт с «Кайратом». В составе клуба из Алма-Аты выступал следующие четыре года и в первом своём сезоне выиграл чемпионский титул. Участвовал в матчах лиги чемпионов и забил гол в ворота словацкого «Артмедиа», однако по итогам двух матчей «Кайрат» не смог пройти дальше (2:0 и 1:4). В 2008 году играл за «Астану», на следующий сезон перешёл в карагандинский «Шахтёр», но вскоре получил травму мениска и был вынужден прервать карьеру. Всего в высшей лиге Казахстана сыграл 112 матчей и забил 1 мяч.
В 2011 году вернулся в родной клуб — «Булат» из Темиртау, выступавший в первом дивизионе, стал капитаном команды. В 2012 году получил очередную травму, после которой больше не смог вернуться в футбол.

### Карьера в сборной
В апреле 1999 года в составе молодёжной сборной Казахстана принимал участие в чемпионате мира среди молодёжи в Нигерии, где казахстанцы проиграли все три матча. Артёмов выходил на замену в играх против Аргентины и Хорватии и вышел в стартовом составе в матче с Ганой. В том же году выступал за олимпийскую сборную Казахстана, в том числе сыграл шесть матчей в отборочном турнире к Олимпиаде-2000.
В составе национальной сборной дебютировал 12 февраля 2003 года в товарищеском матче против Мальты, вышел в стартовом составе и отыграл полный матч. Всего в 2003—2004 годах принял участие в пяти матчах (все товарищеские), голов не забивал.
В 2015 году работал администратором клуба «Булат» (Темиртау).
Скончался вследствие онкологического заболевания.